# Schloss Kunrau

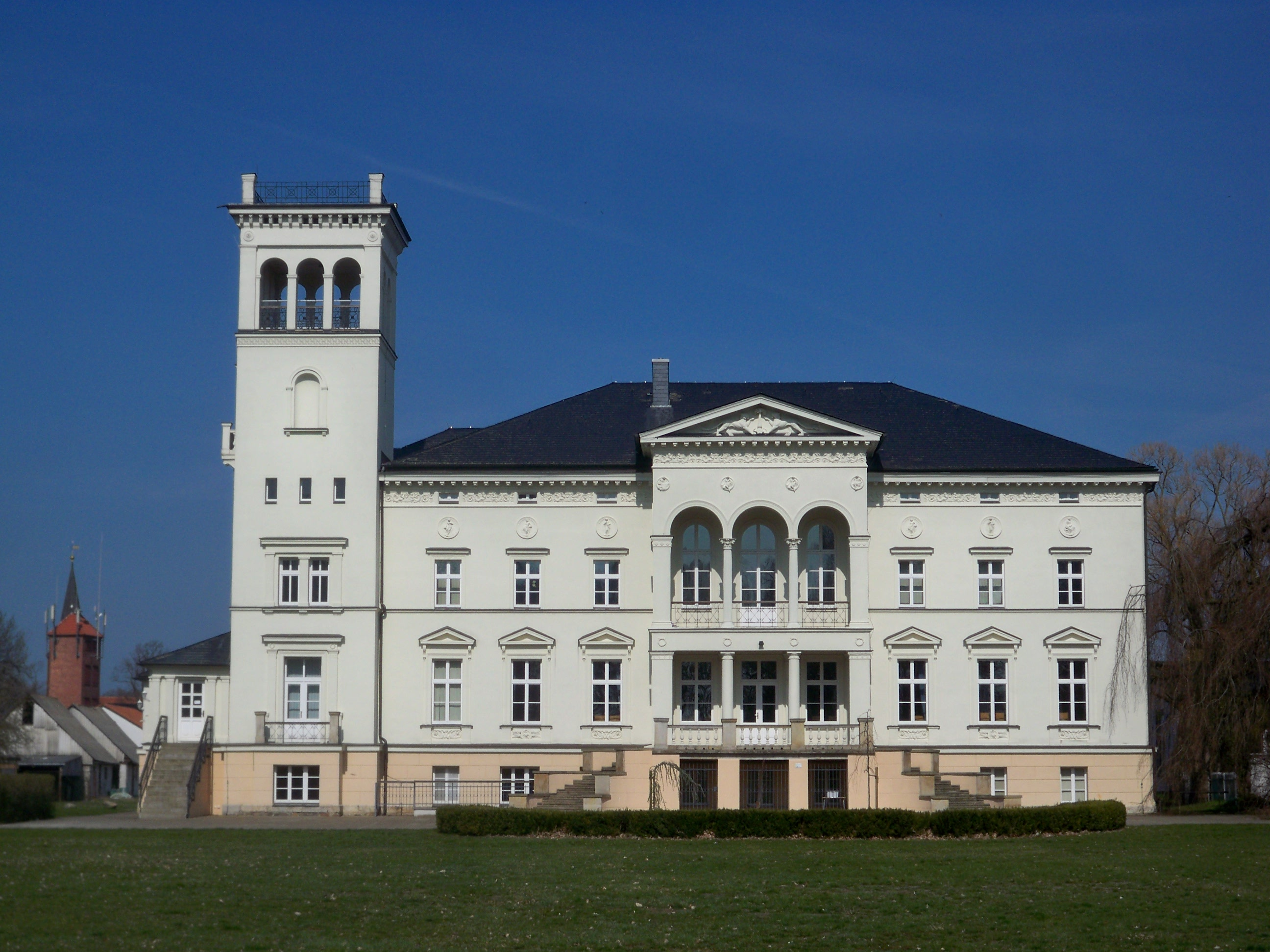
Schloss Kunrau, Gartenseite

Das Schloss Kunrau ist das bedeutendste der wenigen noch verbliebenen Bauwerke auf dem Areal des einstmaligen Rittergutes bzw. des Gutshofes in Kunrau. Diese Ortschaft bildet seit 2010 einen Ortsteil der Stadt Klötze im Altmarkkreis Salzwedel in Sachsen-Anhalt. Das Schlossgebäude steht unter Denkmalschutz (Erfassungsnummer 094 90272).

## Geschichte des Rittergutes bzw. des Gutshofes

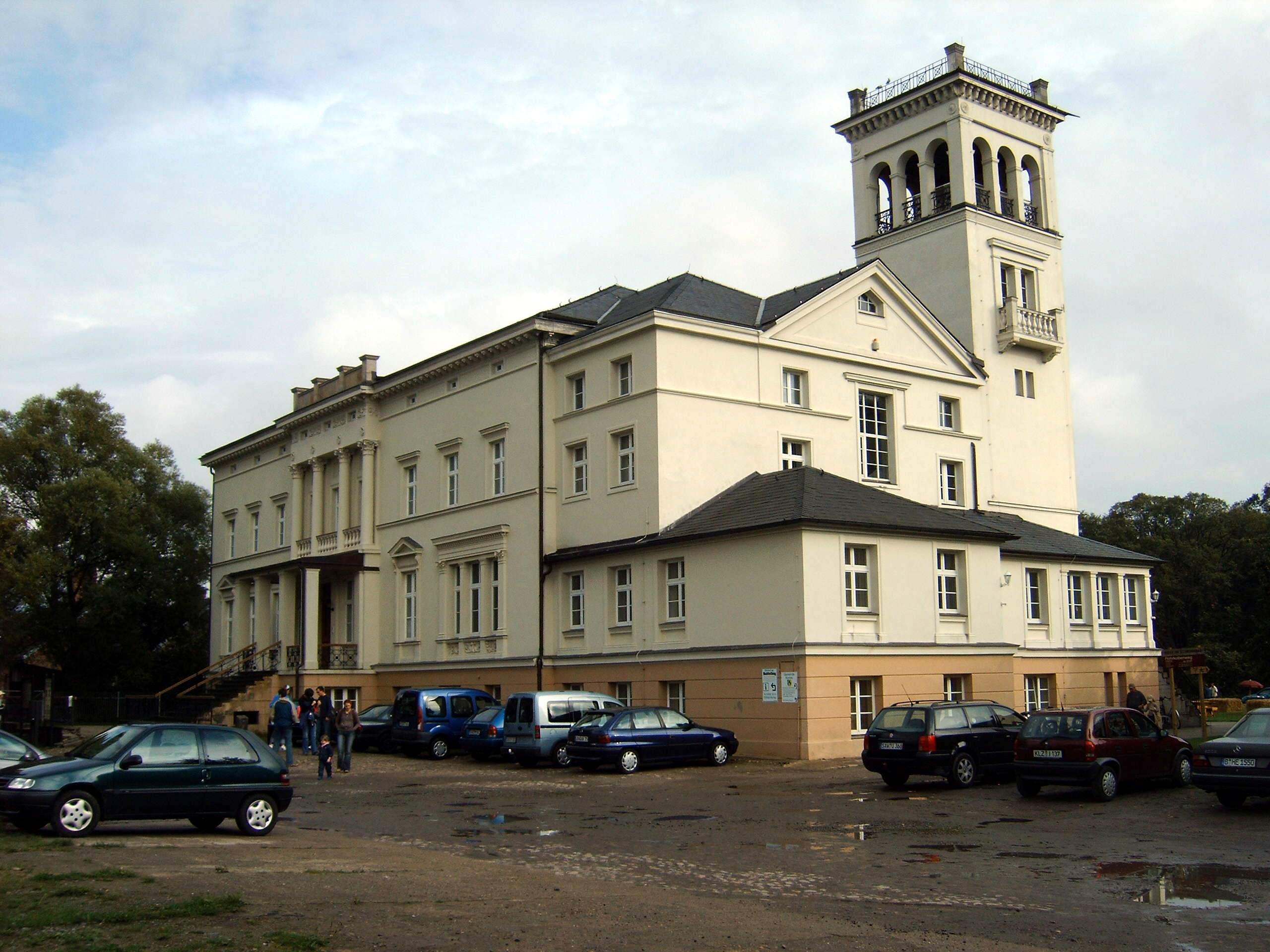
Schloss Kunrau, Straßenseite

Urkundlich betrachtet hat die Neubesiedlung von Kunrau 1559 stattgefunden: 12 Ansiedler übernahmen Ackerflächen als Lehen gegen Pacht und Dienste („Der noch wüste Teil des Dorfes gegen Pacht und Dienste den B[auern] überlassen.“) von Valentin von Alvensleben, dessen weitverzweigte, einflussreiche Familie auf der Burg Isenschnibbe (bei Gardelegen) und späterhin auch auf der Burg Erxleben, also in der Altmark, ansässig war.
Für 1584 findet sich erwähnt, dass aus fünf Ackerhöfen das Vorwerk Kunrau derer von Alvensleben (als sog. Schoßmatrikel, d. h. als persönlicher Ländereienbesitz) gebildet wurde. Dies geschah durch ,Einzug‘ der fünf Höfe, was auch als gutsherrliches ,Bauernlegen‘ bezeichnet werden kann. Hier wurde das 1540 zugestandene ,Recht auf Auskauf‘ (Zwangskauf) im Falle von eigenem Wohnbedarf oder ,Mutwilligkeit‘ der Bauern genutzt, weil die Bauern ihrer Abgabenpflicht angeblich nicht nachgekommen seien. Dies wurde in einem Rechtsgutachten der Universität Helmstedt von 1608 geprüft (Winter, 2017). Aus heutiger Sicht sind die fünf Bauern zum Verkauf ihrer Ackerflächen an den Gutsbesitzern schlichtweg gezwungen worden, was für ein Fünftel der Bauern in den frühneuzeitlichen Dörfern der Altmark nachweisbar ist.
Im Dorf Kunrau verblieben 7 Ackerhöfe, die Dienst- und Abgabepflichten gegenüber der Grundherrschaft derer von Alvensleben hatten. Die Siedlung umfasste zudem das so geschaffene Gut. Durch das Bauernlegen wurden somit in Adelsbesitz befindliche Gutshöfe bzw. sog. Rittergüter neu geschaffen und zugleich die Zahl der Bauern erheblich reduziert.
Im weitläufigen Besitz derer von Alvensleben war Kunrau ein eher wenig bedeutendes Vorwerk, das kein eigenständiges Rittergut bildete. Um die Wende zum 17. Jh. ließen die von Alvensleben zahlreiche Wüstungen in ihrer Herrschaft Erxleben ,verwalden‘. In vier Wüstungen, neben Kunrau noch in Polvitz, Jemmeritz und Heerde, richteten sie hingegen Gutsbetriebe ein. Für 1608 findet sich für Kunrau bereits „Dorf der von Alvensleben“ notiert. Grundbesitz hielten die von Alvensleben z. T. über mehrere Jahrhunderte auch in den Nachbardörfern von Kunrau, d. h. in Altferchau und Neuferchau (dort über vier bzw. drei Jh.) sowie für etliche Jahrzehnte in Kusey und Röwitz.
1697 wurde das Vorwerk Kunrau für 50 Jahre an Hof- und Grenzrat Stephan Berndis (abweichend: Behrens; Schulz, 1991a; Schulz, 2006) aus Osterburg verkauft. Berndis besaß mehrere Güter, so auch jenes in Orpensdorf, das nach ihm sein Schwiegersohn, der Hof- und Obergerichtsrat bzw. der Kriegs- und Domänenkammerrat Gustav Falcke übernahm. Berndis hielt auch Besitzungen in Neuferchau (Nachbardorf von Kunrau), die 1745 an die nachfolgend genannte Witwe von Falcke verkauft wurden. Somit ist im Falle von Kunrau schon früh, d. h. vor 1717 (,Assecuration vor die Ritterschaft‘: Allodifikation der belehnten Güter, d. h. Übertragung des fürstlichen in das private Eigentum) sowohl eine Ablösung der bewaffneten Reiterdienste der von Alvensleben als auch eine bürgerliche Gutsherrschaft (nicht-adliger Hofrat als Gutsbesitzer) eingetreten.
Von 1728 bis 1743 war das Gut Kunrau an den Kriegs- und Domänenkammerrat Gustav Falcke, ,versetzt‘ (d. h. verpfändet). Die Hypothekenaufnahme stellte in der ersten Hälfte des 18. Jhs sowohl eine häufig genutzte Geldbeschaffung insbesondere adliger Gutsherren als auch die beliebteste Form der Kapitalanlage insbesondere vermögender Stadtbürger dar. 1719 heiratete Falcke die Enkelin von Berndis, Anna Catharina Kraatz (abweichend: Catharina Elisabeth Kratze), und baute den Gutshof Kunrau aus. 1743 verstarb Gustav Falcke.
1744 heiratete die Witwe von Gustav Falcke, die neben dem ererbten Anspruch auf das Gut Kunrau auch Landbesitz in Altferchau (Nachbardorf von Kunrau) hatte, den renommierten Architekten (z. B. Bauleitung für die Weinbergterrassen im Park Sanssouci) und Königlich-Preußischen Hof- und Gerichtsrat Friedrich Wilhelm Diterichs (abweichend: Dieterichs), der auf dem Gut Orpensdorf ansässig war und zuvor in Falckes Auftrag Entwässerungsmaßnahmen (Verhinderung von Elbüberschwemmungen) in jener elbnahen Region durchgeführt hatte. 1746 ,reluierte‘ (aufheben) die Gattin Diterichs die Verpfändung vermutlich durch Ablösezahlung; ihr Gatte wurde somit auch der Besitzer des Gutes Kunrau.
1744 (abweichend: 1746) kaufte Gebhard Johann V. von Alvensleben das Gut und brachte es wieder zurück in den Grundbesitz dieser Adelsfamilie. In seinem Besitz waren u. a. die beiden altmärkischen Güter in Vienitz und Rogätz. Verkäufe von Gütern waren schon im 18. Jh. keine Seltenheit in Brandenburg. Im Falle Kunraus liegt jedoch insofern eine Besonderheit vor, als die beiden früheren bürgerlichen Vorbesitzer (Berndis; Diterichs), die höhere Regierungsbeamte und keine Adligen waren, ihr Gut an eine adlige Familie, die zudem Vorbesitzerin war, verkauften, während die Mehrzahl der Verkäufe in Brandenburg von adligen an bürgerliche Besitzer gingen. Im Durchschnitt veräußerten Bürgerliche ihr Gut bereits wieder nach zehn Jahren, während adlige Gutsbesitzer ihren Besitz über längere Zeit hielten. Der sog. Friderizianische Adelsschutz, den die adligen Rittergutsbesitzer im 18. Jh. zunehmend durchsetzen konnten, sollte verhindern, dass Rittergüter an Bürgerliche verkauft werden, was häufig und so auch im Falle von Kunrau nicht wirksam wurde.
Unwahrscheinlich ist, dass bis zum Ende des 18. Jhs bereits ein sog. Herrenhaus auf dem Gut Kunrau vorhanden war. Jedenfalls wird für das Jahr 1794 folgendes notiert: „von Alvensleben zu Isenschibbe hat hier 1 Wohnhaus, worin er sich bisweilen einige Tage aufhält“, was kaum auf ein Herrenhaus schließen lässt. Vielmehr ist anzunehmen, dass die Besitzer des Kunrauer Gutes auch in der ersten Hälfte des 19. Jhs dort nicht wohnhaft waren, sondern sich allenfalls im Inspektorenhaus einquartierten, wenn sie denn überhaupt längere Zeit auf dem Gut verbrachten. Dies war durchaus üblich; nur knapp die Hälfte der adligen Gutsbesitzer in Brandenburg wohnte auf ihren Gütern.
1824 erwarb Frh. Heinrich Conrad von Kröcher das Gut, vermutlich im Tausch gegen das Gut Schenkenhorst, das bis 1812 im Besitz derer von Alvensleben war. Im weitläufigen Grundbesitz der alteingesessenen Adelsfamilie von Kröcher (ursprünglich auf den Burgen Beetzendorf und Kalbe an der Milde ansässig, letztere im 14. Jh. verkauft an die von Alvensleben) bildete Kunrau nur ein Vorwerk. Angenommen wird, dass bei den von Alvensleben im beginnenden 19. Jh. eine erhebliche Überschuldung bestand. So verkaufte die Adelsfamilie 1831 ihre Stammburg Isenschnibbe und siedelte auf das Gut Wetteritz um, das sie 1857 gleichfalls verkaufte.
1833 kaufte Wilhelm von Jena auf Coethen (abweichend, aber vermutlich falsch: Koethen oder Cäthen) oder noch sein bald darauf verstorbener Vater Karl Friederich von Jena, der neben Coethen (Dorf in der Nähe von Falkenberg) noch die Güter Falkenberg und Dannenberg besaß, das Gut Kunrau.
1843 ging das Gut für drei Jahre in den weitläufigen Besitz des Herzogs Prosper Ludwig von Arenberg über, einem politisch renommierten Mitglied des sog. Hauses Arenberg, dessen Stammsitz die Burg Aremberg (sic!) im Ahrgebirge (Eifel) war.
In den einhundert Jahren zwischen 1750 und 1850 ist der Gutsbesitz somit mehrfach verkauft worden und hatte vier adlige und zwei bürgerliche Gutsherrschaften, die jeweils über viele (Alvensleben, Prosper Ludwig) oder zumindest mehrere weitere (Berndis, Diterichs; Kröcher, Jena) Güter verfügten. In Brandenburg war der Besitz von zwei Gütern die häufigste Konstellation.
Über die agrarische Aktivitäten der Besitzer des Kunrauer Gutes ist bis zur Mitte des 19. Jhs wenig bekannt bzw. es kann angenommen werden, dass sie wenig spezifisches Interesse an der Verbesserung der Kunrauer Gutswirtschaft und an den sozialen Verhältnissen auf dem Gutshof hatten. Unter der Gutsherrschaft von Prosper Ludwig soll allerdings eine intensive Mergelung betrieben worden sein; zudem wurden moorige Flächen als sog. Kunstwiesen (optimierte Ent- und Bewässerung) hergerichtet. Grund für die Verkäufe war vermutlich die geringe Ertragslage im landwirtschaftlichen Betrieb. Rittergutsverkäufe dieser Art fanden in Preußen nach dem sog. Oktoberedikt in der ersten Hälfte des 19. Jhs durchaus häufig statt („Umwandlung der Rittergüter in Handelsobjekte“).
Für das Dorf und das Gut Kunrau finden sich die folgende Bezeichnungen: 1745 als „adliges Gut und Dorf“, 1801 als „Dorf und Vorwerk“ bzw. 1803 als „Dorf und Gut“, 1818 als „adliges Dorf“ und 1840 als „Dorf und Rittergut“. Die alltagssprachliche Bezeichnung ,Rittergut‘ stammt bereits aus dem Mittelalter. Als rechtlich definierter Begriff taucht diese Bezeichnung in Preußen jedoch erst ab 1807 auf und ersetzt die Bezeichnung ,adliges Gut‘.
Entgegen der sonstigen Gepflogenheiten ließen alle Gutsinhaber keine Guts- bzw. Patronatskirche errichten. Das Dorf Kunrau ist bis zum Ende des 19. Jhs ohne Kirche verblieben. Gleiches gilt für fast alle benachbarten Dörfer, so für Kusey, Röwitz und Steimke.
Über die Ausstattung der Gebäude des Kunrauer Gutes in den Jahrzehnten vor der Übernahme durch Theodor Hermann Rimpau im Jahr 1847 sind keine Dokumente verfügbar.
Der in Braunschweig ansässige, wohlhabende Getreidekaufmann Johann Heinrich Arnold Rimpau, Vater von Theodor Hermann Rimpau, erwarb 1847 das Gut für seinen Sohn, um diesem einen eigenständigen Wirtschaftsbereich zu verschaffen. Vermutlich wurden damit auch die politischen Privilegien eines landtagsfähigen Rittergutes übereignet (Vertretung im sog. Herrenhaus des Königreichs Preußen), die bis 1918 (Abschaffung des Drei-Klassen-Wahlrechts in Preußen) bestehen blieben.
Die besonderen lokalen rechtlichen Privilegien eines Rittergutsbesitzers, insbesondere die Patrimonialgerichtsbarkeit sowie die Polizeigewalt, wurden in Preußen 1849 abgeschafft. Weder Rimpau noch sein Nachfolger auf dem Gut, Beseler, beide keine Adeligen, konnten diese mit dem Gutsbesitz verknüpften, aristokratisch-feudalen Rechte beanspruchen. Auf der Bezirksebene (Kreistag) verblieb allerdings das eigenständige rittergutliche Vertretungsrecht bis 1928; in diesem Jahr wurden die verwaltungsrechtlich eigenständigen Rittergutsbezirke abgeschafft. Wilhelm Beseler gehörte bis 1918 dem Kreistag an, der nach dem dann abgeschafften Drei-Klassen-Wahlrecht, das die Rittergutsbesitzer privilegierte, gewählt wurde.
Theodor Hermann Rimpau hatte eine landwirtschaftliche Ausbildung absolviert und interessierte sich sehr für die naturwissenschaftliche Grundlagen der Agrarwirtschaft. Als Hofverwalter verfügte er bei der Übernahme des Gutes in Kunrau bereits über mehrjährige Erfahrungen. Mit Rimpau übernahm erstmals nach 1746 ein Bürgerlicher, also kein Mitglied des Adels, das Gut Kunrau. Als Agrarexperte steht Rimpau beispielhaft für die „Umwandlung der Bodenaristokratie in eine moderne Unternehmerklasse von landwirtschaftlichen Geschäftsleuten“.
Die landwirtschaftliche Gesamtfläche des Gutes betrug damals 6410 Morgen (ca. 1600 ha). Ungefähr ein Drittel wurde als Ackerflur genutzt. Ein weiteres Drittel lag im Drömlingsmoor, das allenfalls nach flachem Umbruch und Brennen als Acker, zumeist aber nur als magere Viehweide genutzt worden war. Das letzte Drittel war schlechter Kiefernforst und Ödland.
Da sich Rimpaus Versuche, die außerhalb des Drömlings liegenden, stark sandigen Ackerflächen durch Mergelung und Gründüngung ertragreicher zu machen, als wenig erfolgreich herausstellten – zu gleichen Schlussfolgerungen gelangte der mit ihm befreundete und im Nachbardorf Kusey wirtschaftende Albert Schultz-Lupitz, der späterhin die erfolgreiche Kombination aus Leguminosenzwischenfruchtanbau und Kali-Phosphor-Düngung entdeckte –, verlegte sich Rimpau darauf, die bereits bekannten Methoden der Moorbodenmelioration zu verbessern.
Die nach ihm benannten Rimpau’sche Moordammkultur bestand aus einer verbesserten Entwässerung (ca. 5 m breite Verdunstungsgräben im Abstand von 25 m) und einer Sandbedeckung des aus den Gräben auf die Zwischenflächen aufgebrachten Torfes. Die ca. 15 bis 45 cm mächtige Torfschicht (Anmoor) wurde im Rajolverfahren (Tiefpflügen) nach Abtragen der Deckschicht hochgebracht. Den entscheidenden Vorteil erbrachte die – im Unterschied zum bereits bekannten Sand-Misch-Verfahren – sorgfältige und dauerhafte Trennung der aufliegenden Sandschicht (ca. 12 cm) vom darunter liegenden Torf. In den Jahren 1862 bis 1891 entstanden so 1400 Morgen (250 ha) Ackerflächen auf Moordämmen, die relativ hohe Erträge an Roggen, Hafer, Kartoffeln und sogar an Zuckerrüben erbrachten. In Anerkennung seiner Verdienste ist Theodor Hermann Rimpau 1875 vom Comité der Liebig-Stiftung die goldene Medaille verliehen worden.
Schon bald nach der Übernahme des Gutshofes ließ Theodor Hermann Rimpau eine von Ochsen als Zugtieren bediente Feldeisenbahnstrecke vom Gutshof zu den beiden Moorkolonien Belfort und Hahnenberg verlegen, um die Feldfrüchte effizienter zu transportieren. Im Jahr 1843 hatte bereits Herzog Prosper Ludwig von Arenberg, der Vorbesitzer des Gutes, ein ähnliches Vorhaben realisieren lassen.
Theodor Hermann Rimpau stand in engem Kontakt mit seinem älteren Bruder August Wilhelm Rimpau. Letztgenannter ließ ab 1860 auf der von ihm gepachteten Staatsdomäne Schlanstedt eine gleichfalls im Endverlauf mobile, ansonsten feste Feldbahnstrecke (Rimpau-Bahn) verlegen, um Zuckerrüben zu der von ihm gegründeten Zuckerfabrik im nahegelegenen Neudamm zu transportieren. Er gilt zudem als einer der Pioniere der deutschen Pflanzenzüchtung. Im zu Ehren ließ Wilhelm Beseler 1903 auf einer Anhöhe vor Rappin einen Findling als Gedenkstein errichten.
Regelmäßige beträchtliche Einkünfte erzielte der Gutsbetrieb mit der seit 1837 betriebenen Brennerei, deren hoher Ziegelschornstein weithin sichtbar war. Die wöchentlichen Spirituslieferungen wurden bis zum Bahnanschluss 1889 über 60 km zumeist wenig befestigter Wegstrecken nach Braunschweig transportiert; Kalk, Ölkuchen und Saatgetreide bildeten die Rückfracht. In der Verwaltung des Gutes und als Förster leistete Riedel dem Gutsinhaber unentbehrliche Dienste. Die Beköstigung der Gutsmitarbeiter oblag Mamsell Scharschmidt.
Im Jahr 1850 griff ein Großfeuer im Dorf auch auf den Gutshof über. Mehrere Stallanlagen brannten vollständig nieder; das Vieh konnte gerettet werden. Rimpau nutzte diese Gelegenheit, um das Areal der Wirtschaftsgebäude in den Dorfbereich hinein zu erweitern; angrenzende Ackerhofbesitzer wurden mit anderen Hofstellen abgefunden.
1891 ist auf Veranlassung von Emma Auguste Rimpau, der Witwe von Theodor Hermann Rimpau, in den Drömlingswiesen südwestlich von Kunrau ein Gedenkstein gesetzt und eingeweiht worden, dessen Inschrift lautet: „Hier wurde von Theodor Hermann Rimpau am 1. Dezember 1862 der erste Moordamm angelegt“. Dieser Gedenkstein gilt noch heute als einer der interessierenden Punkte im Drömling. Rimpau war ein geschätztes Mitglied der Zentralen Moorkommission, die das Preußische Landwirtschaftsministerium beriet.
Wilhelm Beseler (1870–1925) – ab 1898 Administrator und ab 1903, nach Eheschließung mit der Tochter Marianne Emma Auguste von Theodor Hermann Rimpau, der Nachbesitzer des Gutes – änderte die Moorflächenbewirtschaftung. Beseler wandelte ungefähr die Hälfte der bislang überwiegend als Ackerflächen genutzten Moordämme in Weideflächen um, auf denen Stiere gehalten wurden, deren in der winterlichen Stallphase anfallender Mist zweijährlich auf den Sandbodenäckern für den Kartoffel- und Zuckerrübenanbau zusammen mit anstehender Zwischenfrucht untergepflügt wurde.
Kunrau wurde zu einem Mustergut. Die landwirtschaftlichen Bruttoerträge waren erheblich. Die Landarbeiter auf dem Gut sollen eine relativ hohe Entlohnung erhalten haben. Für das Jahrzehnt vor der Gutsübernahme durch Rimpau wurde hingegen folgendes notiert: „Einwohner größtenteils sehr dürftig“. Für die Bewirtschaftung unter den Beselers wird – damit übereinstimmend – berichtet, dass die Stundenlöhne niedrig gewesen und überwiegend mit der Entgegennahme von Deputatsleistungen des Gutes (Wohnung, Heizmaterial, Landprodukte) verrechnet worden seien.
Auf dem Gutshof waren zu Zeiten von Beseler, d. h. zu Anfang des 20. Jhs, im Sommer ca. 300 Arbeiter beschäftigt, von denen 40 in Gutshäusern wohnende Tagelöhner, 50 in eigenen oder gemieteten Häuser wohnende freie Arbeiter und 210 fremde, in der sog. Kaserne, einem zum Gut gehörenden Wohngebäude für Saisonkräfte in der Lindenstraße, untergebrachte Arbeiter waren. Im Winter waren ca. 120 Arbeiter auf dem Gut beschäftigt. Ende der 1930er Jahre sollen ca. 60 Familien vom Gutshof wirtschaftlich abhängig gewesen sein. Die im Schloss untergebrachte Gutsküche sorgte für die Verpflegung der Arbeitskräfte. Über eine der täglichen Essenslieferungen mit einem Mauleselgespann hinaus zu den Feldarbeitern bei den Kolonien Belfort und Rappin berichtet Wilhelm Hartmann.

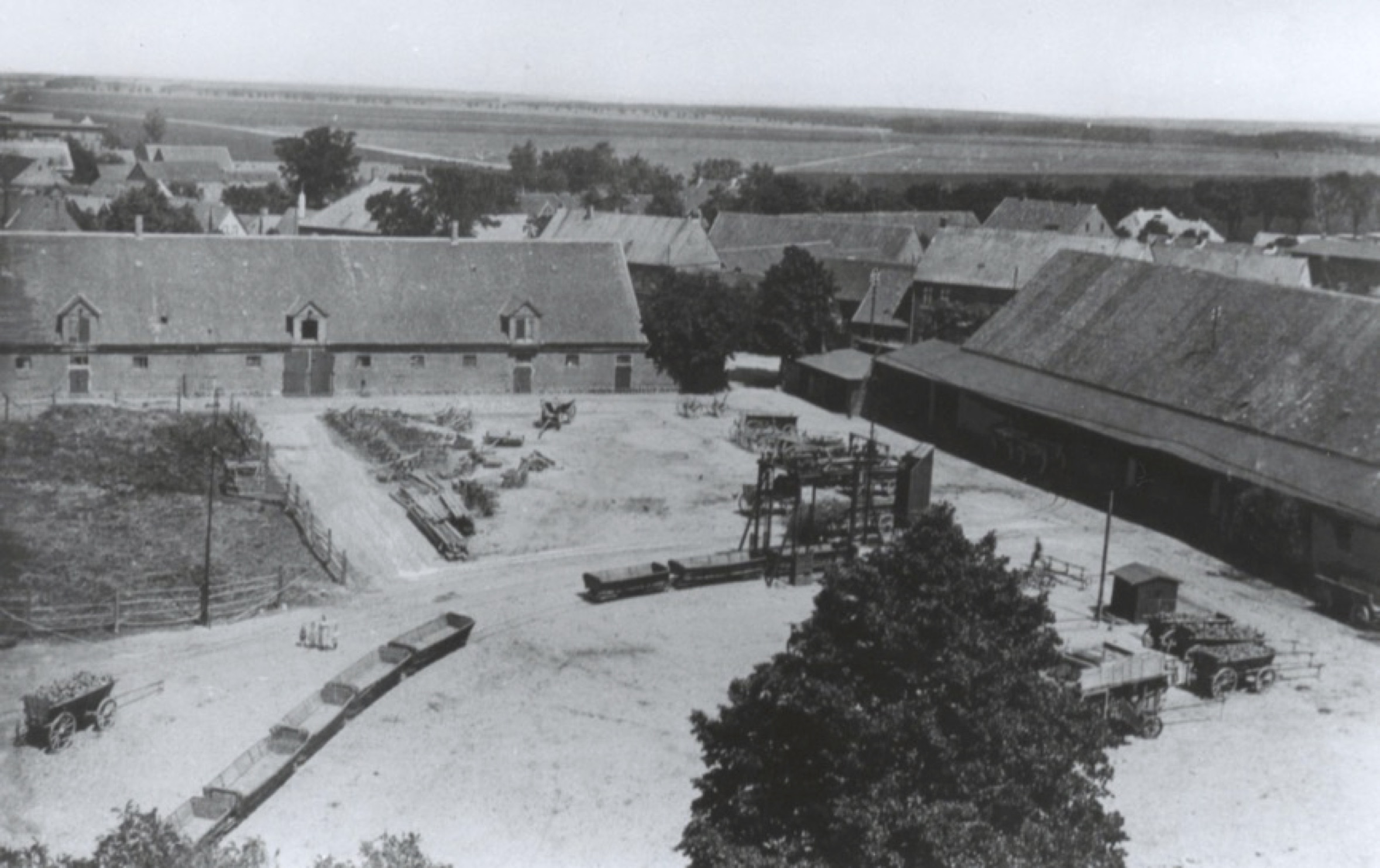
Hebewerk auf dem Gutshof Kunrau

Die von Rimpau angelegte Feldeisenbahnstrecke ließ Beseler von 5,5 auf 9 km erweitern; 1906 wurde das Dorf Rappin angeschlossen. Zudem wurde 1908 vom Bahnhof Kunrau ein normalspuriges Anschlussgleis zum Gutshof verlegt und auf dem Gutshof ein technisch vielbeachtetes Hebewerk installiert, über das die per Feldbahn angelieferten Zuckerrüben in die Eisenbahnwaggons gekippt wurden. Nach der Enteignung des Gutsbesitzes im Jahr 1945 wurden die Gleisanlagen nicht mehr genutzt und sogar demoliert.
Wilhelm Beseler modernisierte die Brennerei, in der Anbaukartoffeln zu Spiritus gebrannt wurden; den wirtschaftliche Schwerpunkt legte er hingegen auf die Saatkartoffelproduktion. Er veranlasste zudem den Bau von Arbeiterwohnungen in der Nähe der sog. Kaserne (Unterkunft für Saisonarbeiter) und die Einrichtung eines Kindergartens Pro Gutsarbeiterfamilie stellte die Gutsherrschaft eine Ackerfläche von zwei Morgen zur Selbstversorgung zur Verfügung.
Helene Beseler (* 1891, † 1971), die zweite Ehefrau des 1916 verwitweten Wilhelm Beseler, gründete den Hausfrauenverein im Dorf und kümmerte sich um Kranke und Wöchnerinnen unter den Tagelöhnern des Gutes. 1933 trat sie der NS-Frauenschaft bei. Nach dem Tod ihres Gatten im Jahr 1925 übernahm Helene Beseler bis zur Enteignung 1945 die Leitung des Gutsbetriebs. Ihre drei Söhne verstarben in den Jahren zwischen 1937 und 1944 (zwei als Soldaten im Krieg). Ihre Tochter Henriette lebte nach der Ausweisung durch die Sowjetische Militäradministration mit ihr in dem der benachbarten, jedoch der Britisch Verwalteten Zone zugehörigen Ort Brome.
In die Zentrale Moorkommission Preußens wurde 1899 auch Wilhelm Beseler berufen. Er war zugleich Vorstandsmitglied des Vereins zur Förderung der Moorkultur des Deutschen Reiches. 1907 wurde er Mitglied im Ausschuss für Gründüngung und Lupinenanbau. 1909 wurde er in den Vorstand der Deutschen Landwirtschaftsgesellschaft gewählt. 1912 wurde ihm der Titel des ,Königlichen Ökonomierates‘ verliehen. Er gehörte dem Kreistag Salzwedel an und wurde 1924 zum Direktor des Schauamtes für die Ohre und den Drömling ernannt.
Henriette Beseler erwähnt, dass die NSDAP-Regierung im Jahr 1938 ihre Mutter, die Besitzerin des Gutes Kunrau, genötigt habe, ca. 1/6 der Wirtschaftsfläche abzugeben. Diese sei Altferchau zugeschlagen worden sowie Germenau als Ohrewiesen.
Die von der Sowjetischen Militäradministration in Deutschland (SMAD) nach 1945 durchgeführte Bodenreform führte in Kunrau zur Enteignung von Helene Beseler, der Witwe von Wilhelm Beseler und Erbin des sog. Kunrauer Rittergutes (1355 ha), und des Großbauern Richard Krüger (110 ha). Die somit zur Verfügung stehenden ca. 1500 ha wurden an 317 Erwerber als ,Arbeitseigentum‘ und somit nicht als ,Privateigentum‘ verteilt, was die landwirtschaftliche Nutzung sichern und die Weiterveräußerung einschränken sollte. Mit dem sog. Modrow-Gesetz von 1990 wurde u. a. den Neubauern ermöglicht, die ihnen zugewiesenen und von ihnen bebauten Grundstücke preiswert als Privateigentum zu erwerben.
Durchschnittlich wurden mit den Bodenreformmaßnahmen 8 ha an Landfläche zugeteilt (maximal 10, minimal 1 ha; vorwiegend Ackerland, aber auch Wiesen und Wald). Landerwerber waren Kleinbauern des Dorfes sowie Neubauern, von denen die meisten als Flüchtlinge aus den Ostgebieten des ehemaligen Deutschen Reiches nach Kunrau gekommen waren. So entstanden 68 Neubauernstellen; 71 ansässige Kleinbauern erhielten zusätzliche Agrarflächen.
Im Dorf wurden Baugrundstücke auf der enteigneten Agrarfläche zwischen Bahnhofstraße und Neuferchauer Straße vergeben, auf denen die Neubauern Wohnhäuser und Scheunengebäude errichteten, was in der Nachkriegszeit aufgrund des knappen Baumaterials schwierig war. Die durch das Areal führenden Straßen wurden allesamt als ,Siedlung‘ benannt. So entstand in den Jahren bis 1949 eine erhebliche Erweiterung der Siedlungsfläche im Nordosten des Dorfes.

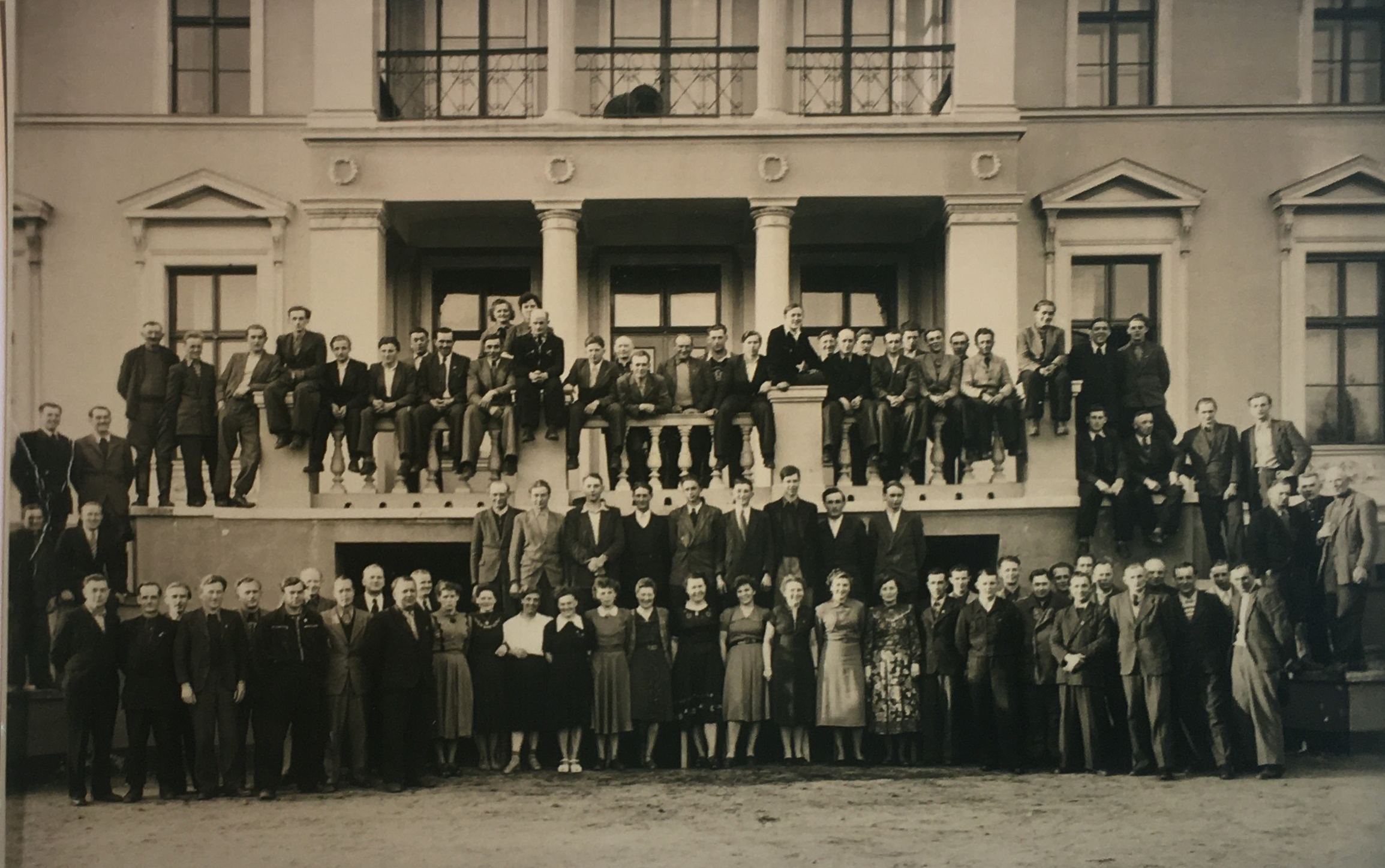
Personal der MTS Kunrau (1953)

1946 wurde die Vereinigung der gegenseitigen Bauernhilfe (VdgB) gegründet und im ehemaligen Inspektorenhaus des Gutes untergebracht. Der sog. Maschinenhof war Teil der VdgB. Dessen primäre Aufgabe darin bestand, die enteignete schwere Landtechnik den Neubauern zur Verfügung zu stellen. Als Nachfolgeeinrichtung wurde 1949 die Maschinen-Ausleih-Station (MAS) als volkseigener Betrieb gegründet und dessen Verwaltung im Schlossgebäude untergebracht. Die MAS organisierte nicht nur den Geräteeinsatz, sie betrieb zudem eigene Reparaturwerkstätten in den angrenzenden Wirtschaftsgebäuden. Anfangs standen lediglich ein Traktor, mehrere Pflüge sowie zwei Dreschmaschinen zur Verfügung. Quer über den Innenhof wurde bereits 1949 eine Garagenzeile als Unterstand für weitere Traktoren und LKW errichtet. Der Maschinenpark stammte zunächst aus den enteigneten Beständen; weitere Maschinen wurden insbesondere über Importe aus der Sowjetunion beschafft. Die Ausleihe erfolgte an die zumeist ohne Landwirtschaftstechnik wirtschaftenden Kleinbauern. 1952 wurde die MAS zu einer Maschinen-Traktoren-Station umgebildet. 1964 erfolgte die Zusammenlegung der MTS von Klötze, Beetzendorf und Kunrau zum Kreisbetrieb für Landtechnik (KfL). 1965 erfolgte der Abriss des neben dem Schlossgebäude gelegenen, ehemaligen Inspektorenhauses; an dieser Stelle wurde ein Werkstattgebäude für Motoreninstandsetzung erbaut.
Die meisten der nur zum Teil maroden Wirtschaftsgebäude des Gutshofs wurden 1998 auf Veranlassung der von der Treuhand gegründeten Bodenverwertungs- und -verwaltungs GmbH Magdeburg abgerissen. Die so im Norden und Westen des Schlosses entstandene Freifläche wurde planiert und soll als Bauland verkauft werden, was auch 2021 noch nicht realisiert werden konnte. So erstreckt sich vor dem Schloss eine große, wiesenartige Freifläche.
Nach der sog. Wende beanspruchten einige Mitglieder der LPG Kunrau die Rücknahme ihrer eingebrachten Agrarflächen. Die verbleibende Wirtschaftsfläche und die wirtschaftlichen Einrichtungen der LPG wurden 1991 in die Rechtsform der „Agrargenossenschaft Kunrau“ überführt, der die Teilbetriebe Kunrau, Steimke und Jahrstedt als GmbH angehören. In Kunrau bewirtschaftet die Agrargenossenschaft ca. 1800 ha Agrarfläche und hält ca. 540 Milchkühe.

Das ehemalige Inspektorenhaus des Gutes wurde abgerissen; 1965 wurde hier ein Werkstattgebäude für Motorenreparatur errichtet, das einen architektonischen Kontrast zum westlich direkt angrenzenden Schloss bildet. Drei östlich davon befindliche Tagelöhnerhäuser wurden abgerissen; stattdessen wurde hier ein hohes und damit augenfälliges Werkstattgebäude errichtet. Die einstmals zur Grünfuttertrocknung genutzten Scheunengebäude im östlichen Gutshofareal wurden von der LPG zu Reparaturwerkstätten für Landmaschinen umgerüstet. Seit der sog. Wende nutzt die Agrargenossenschaft Kunrau diese Gebäude für ihre landwirtschaftlichen Fahrzeuge.

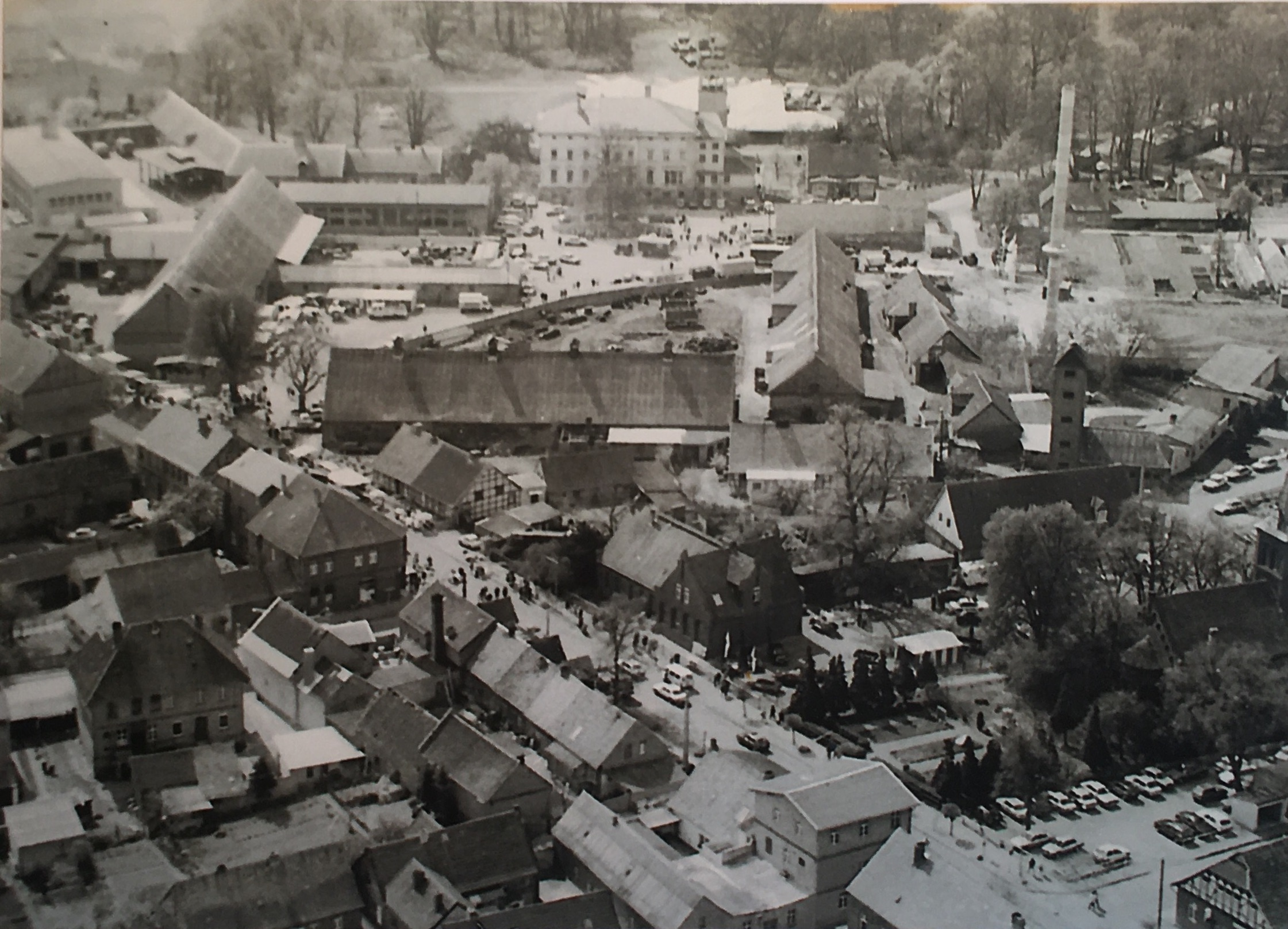
Gutshof Kunrau mit Wirtschaftsgebäuden

## Herrenhaus bzw. Schloss Kunrau

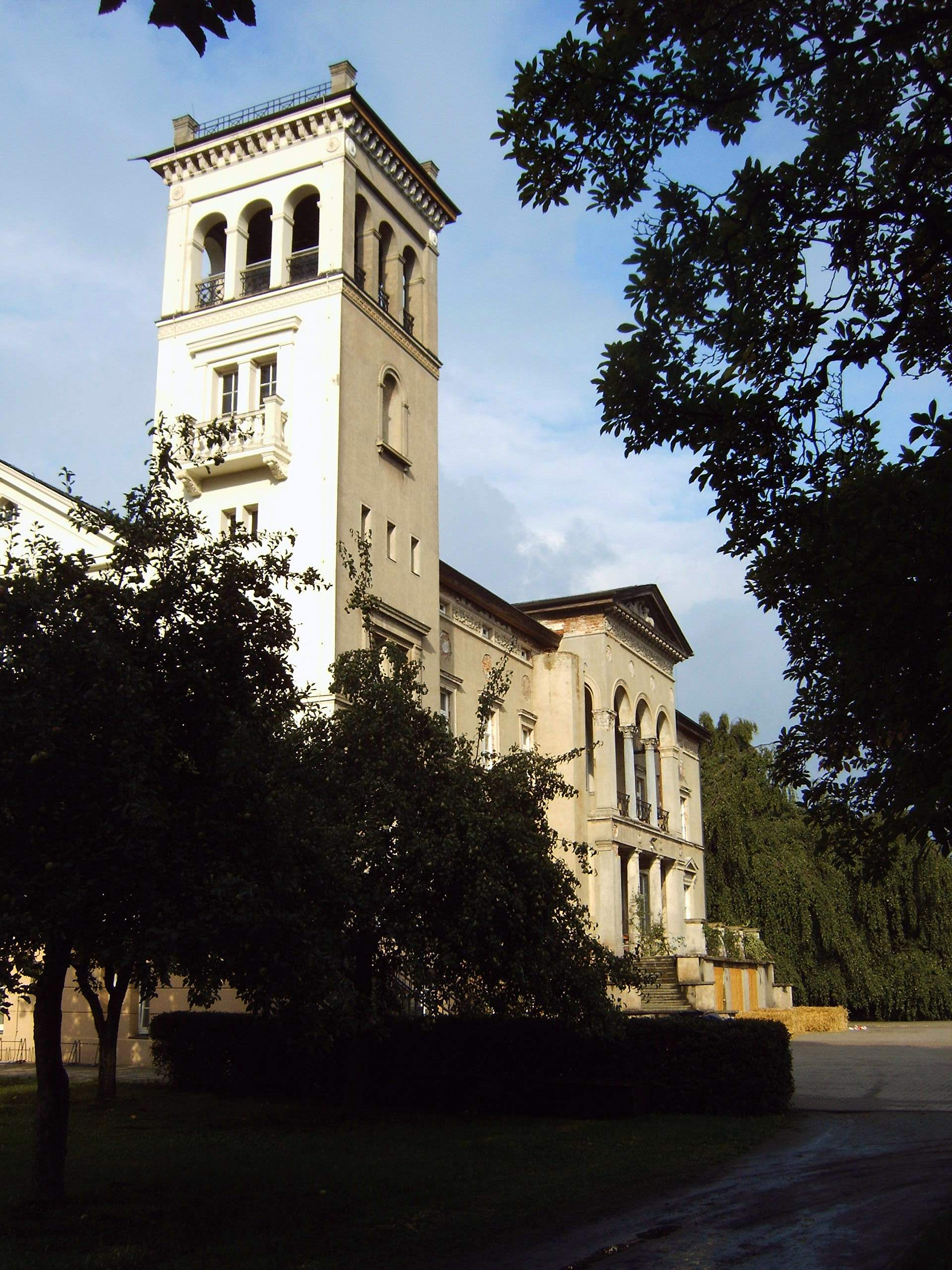
Schlossturm

In den Jahren 1859 bis 1861 ließ Theodor Hermann Rimpau auf dem Gutshofareal ein von Wirtschaftsgebäuden eingefasstes sog. Herrenhaus erbauen, das bald schon Schloss Kunrau genannt wurde. Diese immense Geldausgabe erstaunt, denn zehn Jahre zuvor war der Wiederaufbau der niedergebrannten Stallanlagen zu finanzieren und zudem hatte die große Trockenheit in den Jahren 1857 bis 1859 die Einnahmen des Gutsbetriebes reduziert. Rimpau selbst kommentierte sein Vorhaben als „einen etwas oppulenten Wohnhausbau“. Baumaßnahmen dieser Art waren jedoch im 19. Jh. sehr verbreitet; mindestens jedes dritte Herrenhaus wurde in diesem Zeitraum umgebaut oder erweitert. Zudem wurden für diese Investitionen sog. Meliorationskredite aufgenommen.
Der Architekt des neuen Gutshauses, ein Schüler von Karl Friedrich Schinkel, orientierte seinen Entwurf an der Villenarchitektur in Berlin-Tiergarten. So entstand ein zweigeschossiger Rechteckbau, welcher auf einen hohen Keller mit Mezzaningeschoss aufgesetzt ist. An der Südwestecke des Bauwerks wurde ein viereinhalbgeschossiger 22,5 m hoher quadratischer Turm mit offenen Rundarkaden als Turmabschluss errichtet.

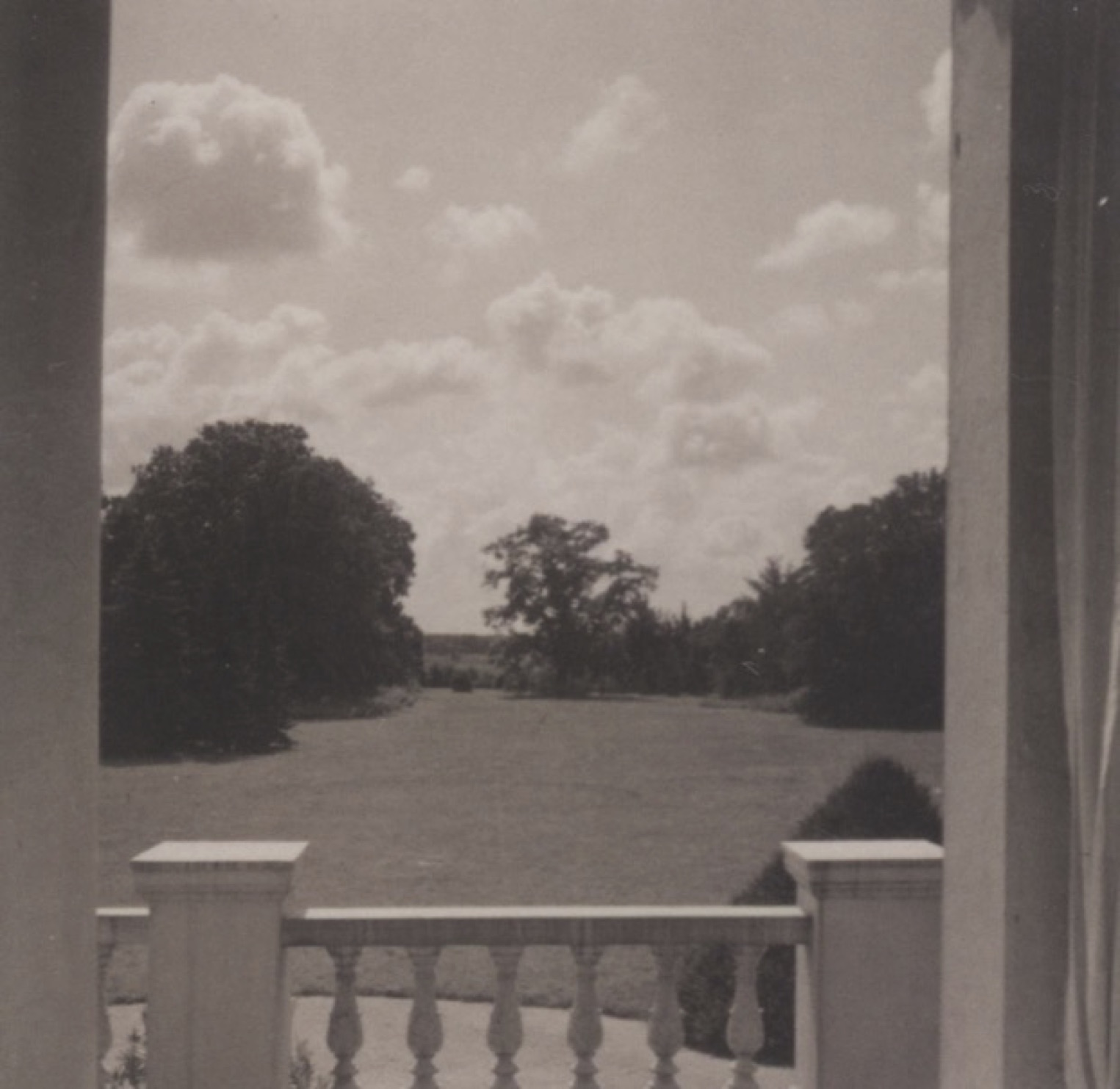
Blick aus dem Gartensaal über den Balkon auf den Park des Kunrauer Schlosses

Wilhelm Beseler (1870–1925), ein Schwiegersohn von Rimpau, übernahm den Gutshof und ließ 1909 einen Umbau des Herrenhauses im Stil der italienischen Renaissance durchführen. Der Turm erhielt im nordwestlichen Teil eine Umbauung, in die u. a. ein großer Wintergarten eingefügt wurde. In der ersten Etage entstand ein Gartensaal mit Terrasse, von der sich ein Ausblick auf den Park im Süden des Schlosses ergab.
In der ersten Etage ließ Beseler zudem mehrere Gesellschaftszimmer (Gartensaal; Schleswig-Zimmer; Beselers Arbeitszimmer, heute: Grüner Saal; Damenzimmer; Frühstückszimmer) einrichten, die wertvolles Mobiliar und Wandteppiche enthielten sowie mit aufwändigen Stuckarbeiten verziert waren. In der oberen Etage befanden sich die Wohn- und Schlafräume der Familie.
Die zweite Ehefrau von Wilhelm Beseler, Helene, geb. Zimmermann (Cousine von ihm), verstarb 1971 und ist in Brome begraben. Aus diese Ehe gingen vier Kinder hervor. Helene (genannt Lene) Beseler leitete nach dem Tod ihres Gatten (1925) bis zur Enteignung durch die Sowjetische Militäradministration im Jahr 1945 den Gutsbetrieb.
Über die Lebensverhältnisse der auf dem bzw. von dem Gut lebenden Familien sowie der Gutsbesitzerfamilie in den 1930er bis 1950er Jahren geben zwei publizierte biographische Schilderungen Auskunft. Aus der Sicht einer kritischen sozialhistorischen Analyse handelt es sich dabei um Beispiele für das „vielgerühmte ,patriarchalische Verhältnis‘ zwischen Gutswirt und Gutsarbeiter, dessen Verherrlichung und Zurückverlegung in frühere Jahrhunderte der Geschichte der ,Agrarromantik und Agrarmystik‘“ zugeordnet werden kann. Zugleich ist aus dieser Perspektive einzuräumen, dass „die materielle Lage der kontraktlich gebundenen Landarbeiter gesicherter war als die der bestgestellten gewerblichen Arbeiter“ im damaligen Deutschen Reich.
Überlegungen der Britischen Militäradministration im Jahr 1945, das Schloss als Symbol feudaler Herrschaft durch Sprengung zu beseitigen, stießen auf den Widerstand der Dorfbevölkerung und wurden nicht realisiert.
In den vier Jahren nach dem Zweiten Weltkrieg diente das Schlossgebäude als Unterkunft für Flüchtlinge; sieben Familien fanden darin Quartier. 1949 wurde im Schlossgebäude die Verwaltung der Maschinen-Ausleih-Station (MAS) untergebracht. Mit einem Umbau wurden mehrere Räume des ersten Obergeschosses 1950/51 zu einem Saal für das Kulturhaus des Dorfes zusammengelegt. Dabei wurde ein Teil der wertvollen Innenarchitektur entfernt oder umgearbeitet. Erster Kulturhausleiter war Willi Halas.
Das Kunrauer Schloss ging in den Besitz der Maschinen-Ausleih-Station (MAS) und somit in Volkseigentum über. Die MAS betrieb und finanzierte das Kulturhaus. Die so in vielen Dörfern der DDR eingerichteten und organisierten Kulturhäuser sollten, so die Vorgabe der SED-Regierung, als „Stützpunkte der Arbeiterklasse auf dem Lande“ dienen. Nach der sog. Wende entfiel diese MAS- bzw. LPG-bezogene Finanzierungsgrundlage; die meisten Kulturhäuser wurden nicht von den Landkreisen oder Städten übernommen und mussten schließen, so auch jenes in Kunrau.
1964 zog der Rat der Gemeinde in den Veranstaltungssaal ein. In den 1970er Jahren wurde an die Südfassade ein breiter und hoher, den architektonischen Eindruck erheblich störender Schornstein angefügt. Während der DDR-Zeit wurde vor allem die Fassade nicht hinreichend instand gehalten, so dass die Bausubstanz verfiel.
1991 wurde das Schloss in Kommunaleigentum überführt. Im darauf folgenden Jahr konnte eine umfassende Renovierung und Sanierung der Außenfassade sowie ein partieller Rückbau (insbes. Abriss des massiven Schornsteins an der Südseite des Schlosses) durchgeführt werden. Bis 2009 wurde das Schloss für die Gemeindeverwaltung von Kunrau sowie die Verwaltungsgemeinschaft Klötze genutzt.
Ungefähr seit der Mitte der 2010er Jahre sind im Schloss die Geschäftsstelle des Fremdenverkehrsvereins Jeetze-Ohre-Drömling e.V., eine Zweigstelle der Stadt- und Kreisbibliothek Klötze, die Öko-Schule Kunrau (Träger: Zweckverband Natur- und Kulturlandschaft Drömling/Sachsen-Anhalt) sowie eine Ausstellung zur Landwirtschaftsgeschichte des Drömling und somit insbesondere zur von Rimpau weiterentwickelten Moordammkultur untergebracht. An der Ostseite des Schlosses ist ein Spielplatz errichtet worden, der mit Sitzbankgruppen umgeben ist.

## Neuer und alter (Schloss-)Park

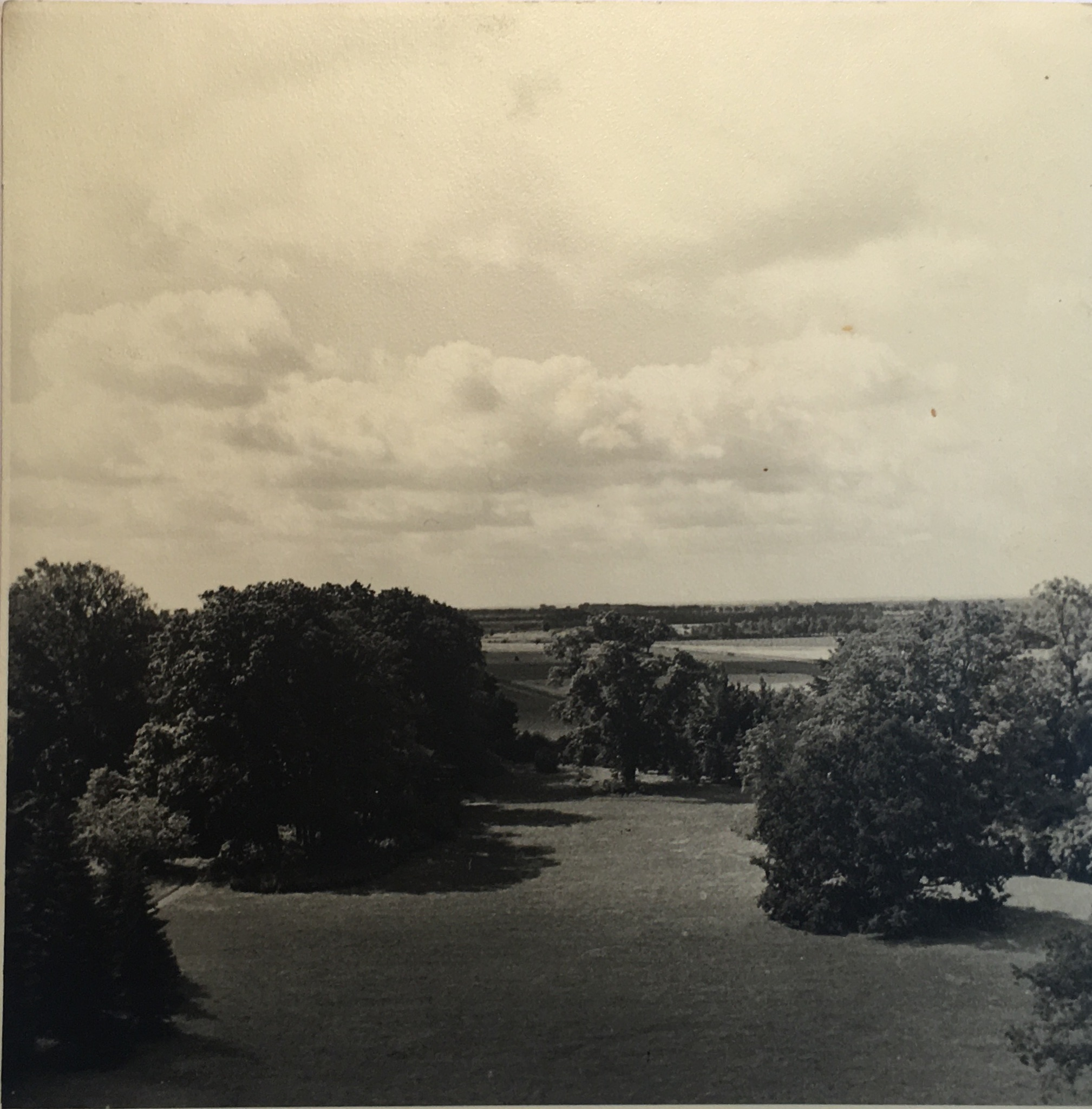
Einstmaliger Blick vom Schloss Kunrau auf den Englischen Landschaftsgarten

Auf dem südlich des Gutshofes liegenden, bereits in die Drömlingswiesen übergehenden Areal ließ Theodor Hermann Rimpau in den Jahren nach 1847 einen ca. 8 ha großen Park im Stil eines Englischen Landschaftsgartens anlegen, in den auch einige Exemplare verschiedener Baumarten (Baumpark) gesetzt wurden, die heute als Raritäten gelten.
Die Grablege von Theodor Hermann Rimpau, seiner Gattin Emma Auguste, geb. Lüders (Nichte von ihm) und von Wilhelm Beseler und seiner Gattin Marianne Emma Auguste, geb. Rimpau (verstorben bereits 1916; Kusine seiner Mutter) sowie von weiteren Mitgliedern der Großfamilie Beseler findet sich südwestlich des Schlosses im sog. alten Park. Die Grablege ist 1883 eingerichtet worden.

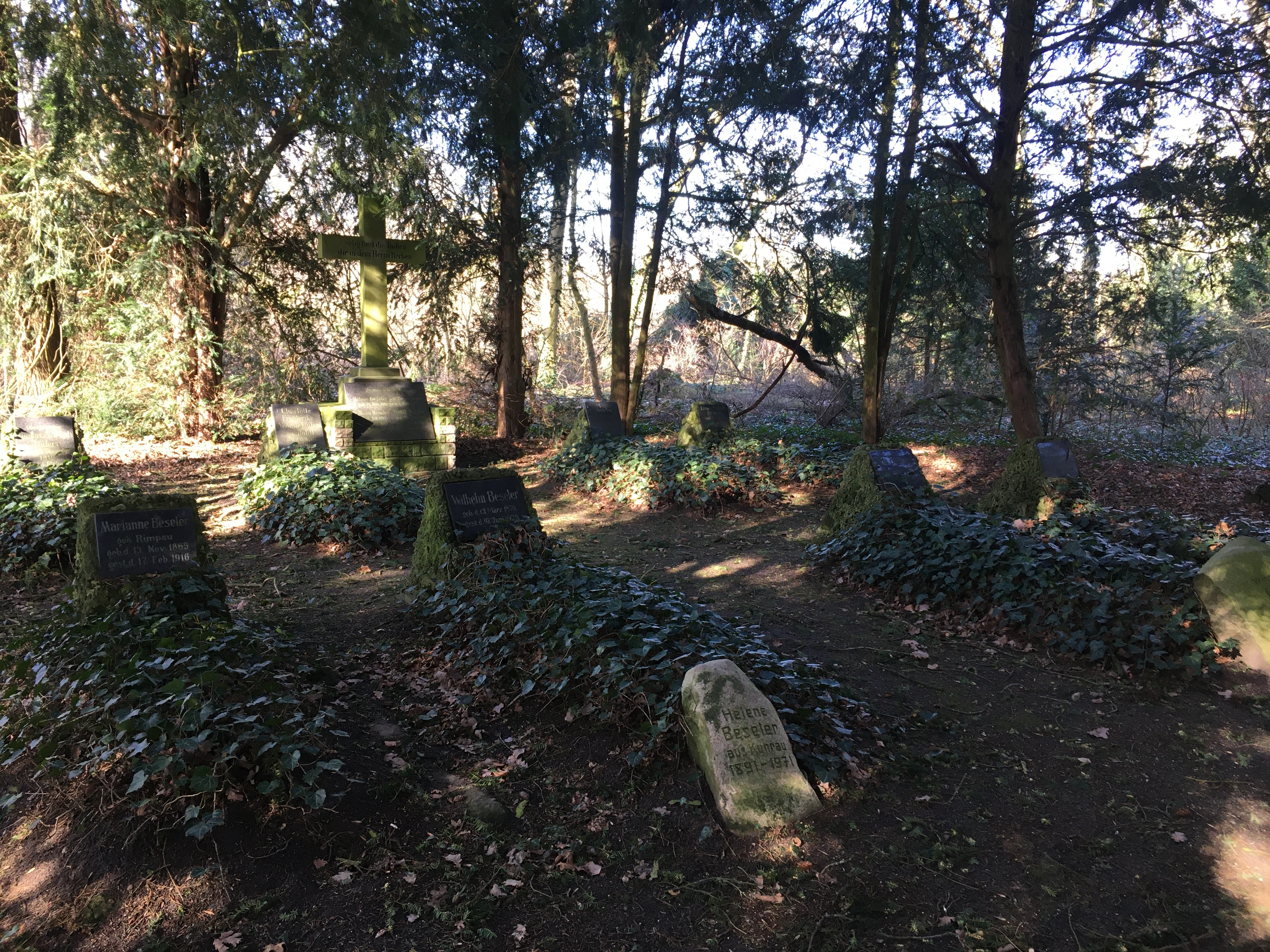
Grablege im alten Schlosspark

Zur Zeit der DDR wurde die Grablege im alten Park nicht gepflegt und verwilderte. Im Jahr 1997 rekonstruierte die Gemeinde Kunrau mit finanzieller Unterstützung von Henriette Beseler, der Tochter von Lene und Wilhelm Beseler, dieses Areal. Henriette Beseler stiftete auch die hier eingebrachten Gedenktafeln.
Der südlich des Schlosses gelegene, neue Park wurde von der Besitzerfamilie Beseler bis 1939 der Öffentlichkeit nicht zugänglich gemacht. Der kleinere, südwestlich angrenzende, sogenannte alte Park war hingegen öffentliches Terrain. Nach der Enteignung des Gutshofs durch die Sowjetische Militäradministration wurde die Umzäunung des Schlossparks entfernt. Von 1945 bis 1949 wurde der Schlosspark von der Vereinigung der gegenseitigen Bauernhilfe (VdgB) und nachfolgend von der Maschinen-Ausleih-Station (MAS) verwaltet. 1949 fand die Überführung des alten Parks in das Gemeindeeigentum statt.
Im neuen Park, dem ehemaligen Schlosspark, legte 1949 die MAS einen Sportplatz an. Einige Jahre später kam eine 400 m-Kampfbahn dazu. Diese Sporteinrichtungen fügten sich nicht in das Bild eines Landschaftsgartens. 1955 ließ der Kulturhausleiter einige Blumenrabatten im Park anlegen, die jedoch schon im Jahr darauf verwahrlosten. 1957 wurde der Park über einen Gemeindevertreterbeschluss unter Landschaftsschutz gestellt. Auf dem Sportplatz fanden in den 1950er und 60er Jahren etliche große Sportveranstaltungen statt; seinerzeit war Kunrau eine Handballhochburg in der DDR.
Im Frühjahr 1960 erbauten der Gemeindeparkarbeiter und der Hausmeister des Schlosses sowohl einen Springbrunnen als auch ein 10 × 10 m großes Wasserplanschbecker für Kinder im neuen Park. In den Folgejahren engagierten sich mehrfach Schüler der POS Kunrau für die Parkpflege.
Nach der Wende übernahm 1991 ein Planungsbüro die Rekonstruktion des Schlossparks als Landschaftsgarten. Dazu wurden die Sportanlagen und das Wasserbecken entfernt; windgefährdete Bäume wurden entnommen, neue Büsche und Bäume angepflanzt. Die ummauerte Sitzecke wurde wiederhergestellt. 1999 wurde eine zweite Sanierung der Parkanlagen vorgenommen.